# Jeune Homme tenant un crâne
Jeune homme tenant un crâne est une peinture réalisée vers 1626 par le peintre hollandais de l'âge d'or Frans Hals, conservé à la National Gallery de Londres. Le tableau était auparavant considéré comme une représentation du Hamlet de Shakespeare tenant le crâne de Yorick, mais est maintenant considéré comme une vanité, un rappel de la nature précaire de la vie et de l'inévitabilité de la mort.

## Peinture
La peinture montre un jeune homme coiffé d'un bonnet rouge à plumes et enveloppé d'une cape sur la poitrine, faisant un geste dramatique vers le spectateur avec sa main droite tout en tenant un crâne dans sa main gauche. Il a été documenté pour la première fois par Hofstede de Groot en 1910, qui l'a décrit comme un portrait grandeur nature d'Hamlet. De Groot a également écrit qu'il a été exposé en prêt à la Dublin National Gallery en 1895. Il nota la ressemblance de ce tableau avec un autre tableau de Hals, et il remarqua que dans cette œuvre la main droite du sujet « reposait autrefois sur un crâne qui a été peint ».
L'interprétation comme portrait théâtral de Hamlet a été remise en question par W.R. Valentiner en 1923. Dans son catalogue de 1989 de l'exposition internationale Frans Hals, Slive affirme qu'il s'agit d'une vanité et la compare à plusieurs autres exemples d'hommes représentés avec des crânes. Il rejette l'identification à Hamlet, car les pièces de Shakespeare n'ont pas été enregistrées dans le nord des Pays-Bas dans les années 1620.
Il a été acheté par la National Gallery de Londres en 1980. Le musée note :  « La tradition néerlandaise de montrer de jeunes garçons tenant des crânes est bien établie et remonte aux gravures du début du XVIe siècle».
La National Gallery note également le costume exotique du sujet, semblable à celui montré par les Caravagistes (disciples du Caravage) basés à Utrecht. La représentation par Hals du costume du sujet, tenant un crâne avec une cape drapée sur la poitrine, est similaire à au moins quatre autres peintures connues :

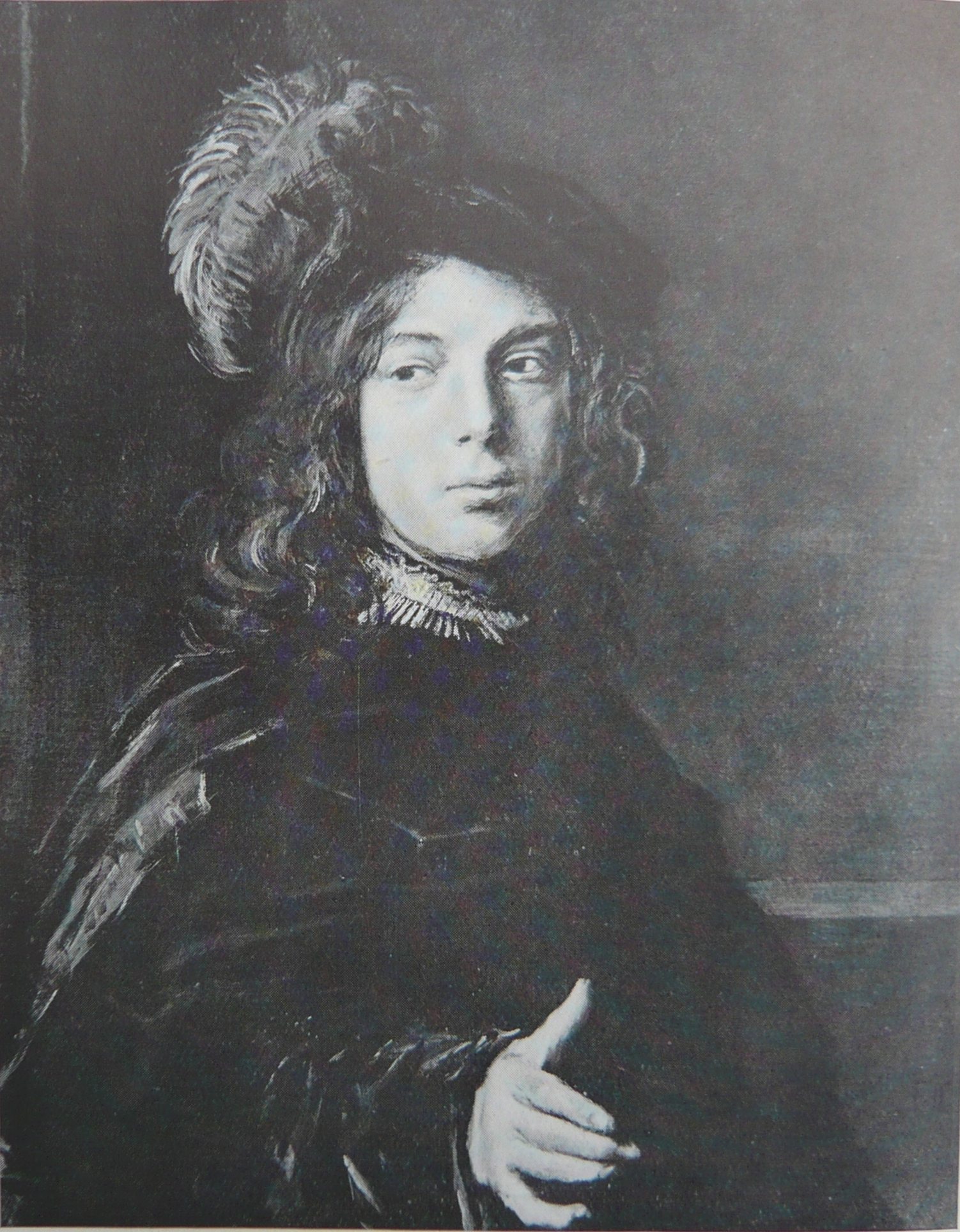
Garçon au chapeau de plumes de Frans Hals.
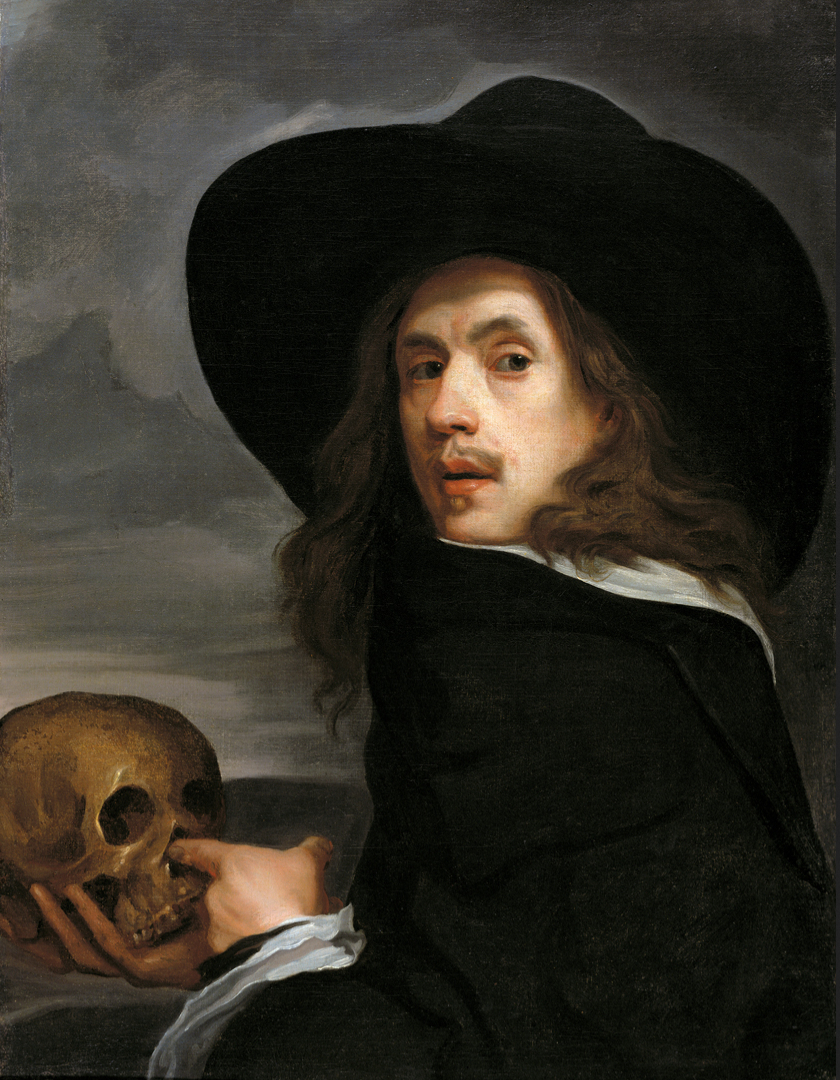
Autoportrait de Michael Sweerts.
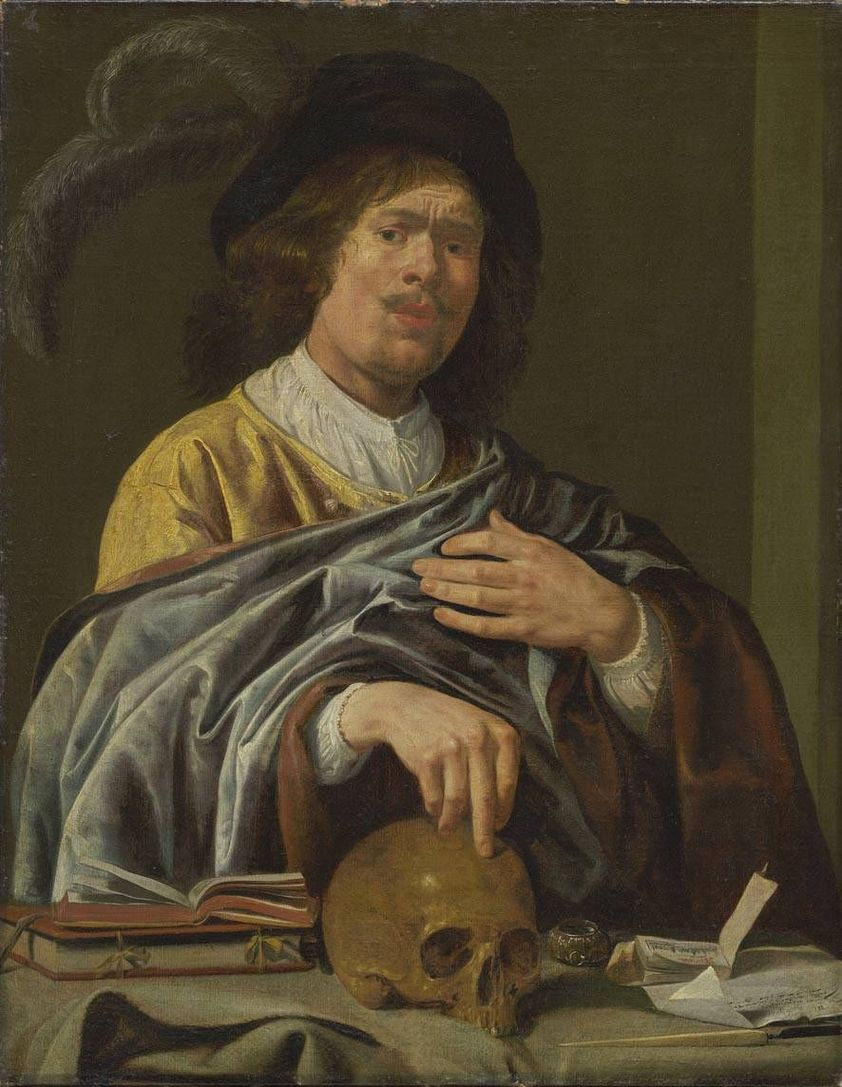
Autoportrait de Jan Miense Molenaer.
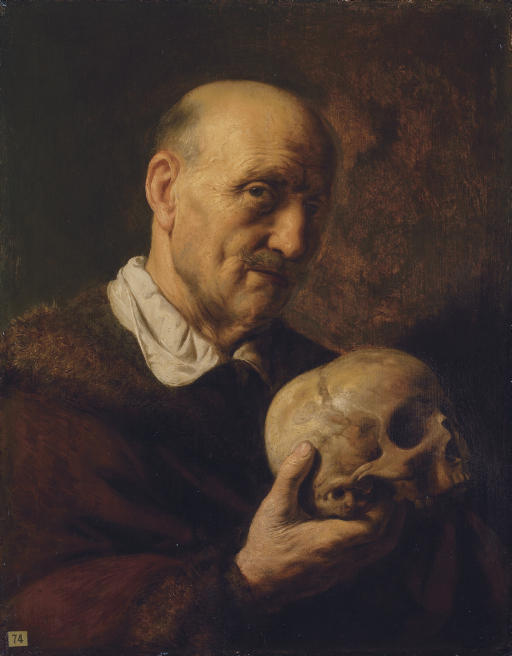
Vieil homme avec un crâne, par Jan Lievens.